# Wang Fang

Wang Fang (chinês tradicional: 王 芳 ) (Anshan, 14 de janeiro de 1967) é uma ex-basquetebolista chinesa que integrou a Seleção Chinesa Feminina entre os anos de 1990 e 1996 entre os quais conquistou a Medalha de Prata disputada nos XXV Jogos Olímpicos de Verão realizados em 1992 na cidade de Barcelona.